# Cîmpia Moldovei de Sud
Cîmpia Moldovei de Sud är en slätt i Moldavien.   Den ligger i distriktet Cimişlia, i den sydöstra delen av landet. På slätten förekommer jordbruksmark och ängar.